# Dolichopeza (Dolichopeza) parvicauda
Dolichopeza (Dolichopeza) parvicauda is een tweevleugelige uit de familie langpootmuggen (Tipulidae). De soort komt voor in het Australaziatisch gebied.